# Comuna Malîi Sknît, Slavuta
Malîi Sknît (în ucraineană Малий Скнит) este o comună în raionul Slavuta, regiunea Hmelnîțkîi, Ucraina, formată din satele Malîi Sknît (reședința) și Șaternîkî.

## Demografie
Componența lingvistică a comunei Malîi Sknît
     Ucraineană (99,48%)
     Alte limbi (0,42%)
Conform recensământului din 2001, majoritatea populației comunei Malîi Sknît era vorbitoare de ucraineană (99,48%), existând în minoritate și vorbitori de alte limbi.